# حقيقة خاطئة

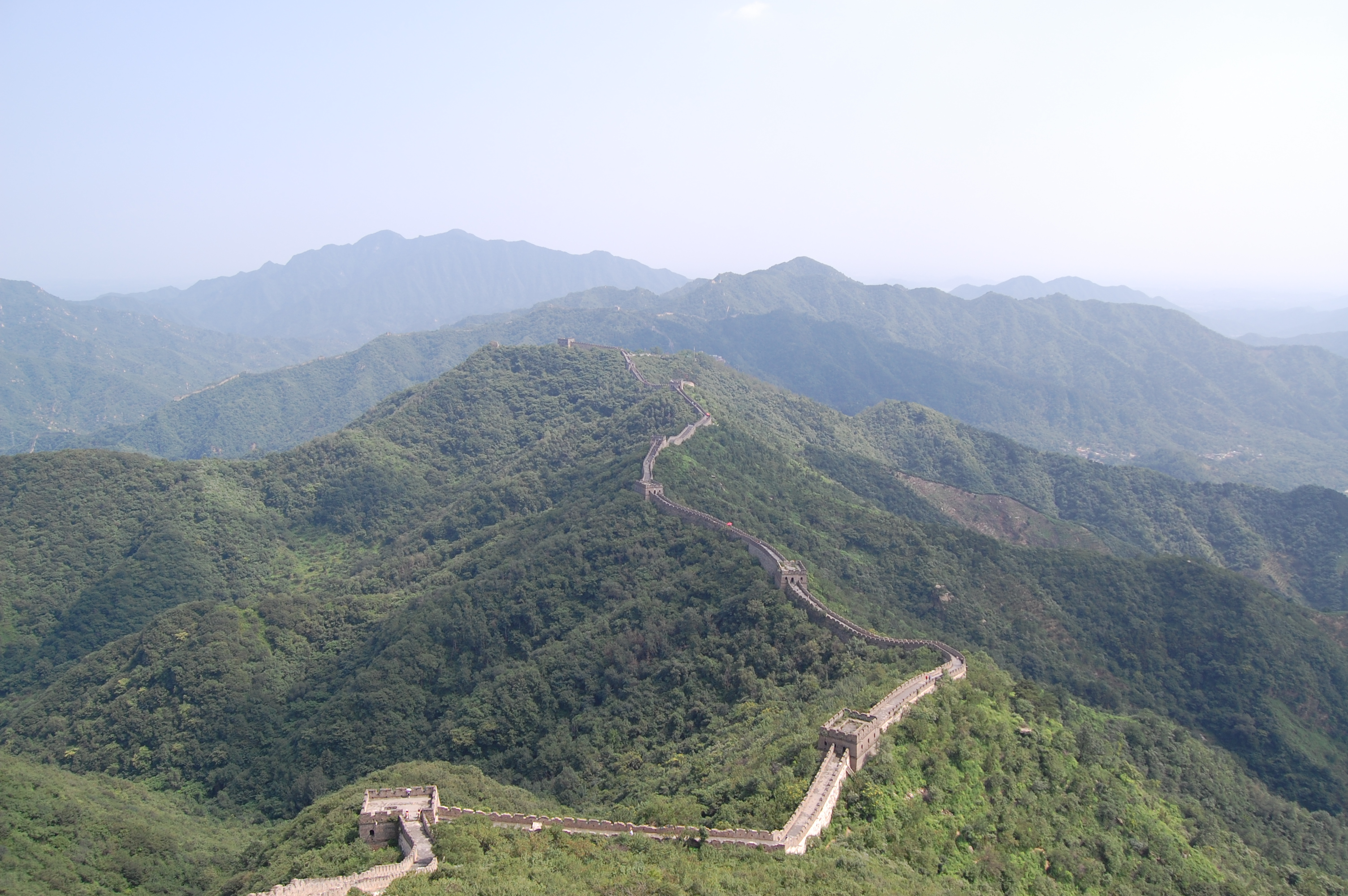
غالبًا ما يُقال بشكل غير صحيح أن سور الصين العظيم يمكن رؤيته من الفضاء بالعين المجردة.

الحقيقة الخاطئة (بالإنجليزية: Factoid)‏ هي كلمة تشير إما إلى بيان مختلق أو مفترض يقدّم بوصفه حقيقة، أو عنصر حقيقي ولكنه موجز أو تافه [الإنجليزية] من الأخبار أو المعلومات.
صاغ المصطلح في عام 1973 الكاتب الأمريكي نورمان مايلر ليشير إلى جزء من المعلومات التي أصبحت مقبولة كحقيقة على الرغم من عدم صحتها، أو حقيقة مخترعة يعتقد أنها صحيحة لأنها ظهرت في صيغة مطبوعة. ومنذ اختراع المصطلح في عام 1973، أصبح يُستخدم لوصف عنصر قصير أو تافه من الأخبار أو المعلومات.

## الاستخدام
صاغ هذا المصطلح ميلر في سيرة مارلين مونرو التي كتبها عام 1973. ووصف الحقائق الواقعية بأنها "حقائق ليس لها وجود قبل ظهورها في مجلة أو صحيفة"، وشكلت الكلمة من خلال الجمع بين كلمة "حقيقة" (fact) واللاحقة (-oid) لتعني "متشابه ولكن ليس نفس الشيء". ووصفت صحيفة واشنطن تايمز كلمة ميلر الجديدة بأنها تشير إلى "شيء يبدو وكأنه حقيقة، يمكن أن يكون حقيقة، لكنه في الواقع ليس حقيقة".
وبالتالي، يمكن أن تؤدي الحقائق المزيفة إلى انتشار المفاهيم الخاطئة والأساطير الحضرية، أو يمكن أن تنشأ منها. وبعد عدة عقود من ابتكار المصطلح، جاء لهذا المصطلح عدة معانٍ، بعضها متباين بشكل كبير عن الآخر. في عام 1993، حدد ويليام صافاير عدة معانٍ متضادة لمصطلح الحقيقة الخاطئة:
- "حقيقة خاطئة: اتهام: معلومات مضللة تزعم أنها واقعية؛ أو إحصائية زائفة."[7]
- "حقيقة خاطئة: محايدة: على ما يبدو وإن لم تكن واقعية بالضرورة"[7]
- "حقيقة خاطئة: (إصدار سي إن إن): القليل من المعلومات غير المعروفة؛ بيانات تافهة ولكنها مثيرة للاهتمام."[7]

هذا المعنى الجديد الحقيقة الخاطئة كحقيقة تافهة ولكنها مثيرة للاهتمام شاعتها في أخبار العناوين الرئيسة في سي إن إن، والتي غالبًا ما كانت تتضمن، خلال الثمانينيات والتسعينيات، مثل هذه الحقيقة تحت عنوان "حقيقة خاطئة" خلال نشرات الأخبار. استخدم ستيف رايت مذيع راديو بي بي سي 2 الحقائق الواقعية على نطاق واسع في برنامجه.

## مقارنة مع حقيقة صغيرة (factlet)
نتيجة للارتباك الذي نشأ حول معنى "حقيقة خاطئة"، تنصح بعض الأدلة والأساليب الإنجليزية بعدم استخدامه. وفي عام 1993، دافع وليام سافاير في عموده "في اللغة" عن استخدام مصطلح "حقيقة صغيرة" بدلاً من "حقيقة خاطئة" للتعبير عن حقيقة قصيرة ومثيرة للاهتمام بالإضافة إلى "قطعة من العلوم الغامضة"، ولكنه لم يشرح كيف سيخفف اعتماد هذا المصطلح الجديد من الارتباك المستمر بشأن المعاني المتضاربة المتداولة لمصطلح "حقيقة خاطئة".
اقترح سافاير استخدام حقيقة صغيرة لتعيين جزء صغير أو تافه من المعلومات التي تكون مع ذلك صحيحة أو دقيقة. حدد تقرير في صحيفة الجارديان أن سافاير هو الكاتب الذي صاغ مصطلح حقيقة صغيرة، على الرغم من أن عمود سافاير في عام 1993 اقترح أن "حقيقة صغيرة" كانت قيد الاستخدام بالفعل في ذلك الوقت. اتفقت مجلة ذا أتلانتيك مع سافاير، وأوصت أن تكون "حقيقة صغيرة" إشارة إلى "حقيقة صغيرة ربما ليست مهمة ولكنها مثيرة للاهتمام"، حيث أن "حقيقة خاطئة" لا تزال توحي بحقيقة زائفة. استخدم مصطلح "حقيقة صغيرة" في منشورات مثل، مجلة مذر جونز، وصحيفة سان خوسيه ميركوري نيوز،، وفي صحيفة رِينو غازيت-جورنال [الإنجليزية].

## مقالات ذات صلة
- حقائق تشاك نوريس [الإنجليزية]
- تعزيز مجتمعي
- أخبار كاذبة
- قصة مبسطة [الإنجليزية]
- ميم (وحدة)
- علم زائف
- موضوع نقاش
- ادعاء الصدق
- تأثير ووزل